# Mistrzostwa Europy w Łucznictwie 1978
6. Mistrzostwa Europy w łucznictwie odbyły się w dniach 5 - 6 sierpnia 1978 w Stoneleigh w Wielkiej Brytanii. 
Polska wywalczyła dwa medale: wicemistrzyniami kontynentu w drużynie zostały Jadwiga Wilejto, Maria Szeliga i Lucyna Skowronek, Wilejto zdobyła też brąz indywidualnie.

## Medaliści

### Strzelanie z łuku klasycznego
| Konkurencja:           | Złoto:                                                           | Srebro:                                                         | Brąz:                                                             |
| indywidualnie kobiet   | Wałentyna Kowpan                                                 | Lidia Szikota                                                   | Jadwiga Wilejto                                                   |
| indywidualnie mężczyzn | Kyösti Laasonen                                                  | Władimir Maksimow                                               | Tommy Flink                                                       |
| drużynowo kobiet       | ZSRR · Wałentyna Kowpan · Lidia Szikota · Ketewan Losaberidze    | Polska · Jadwiga Wilejto · Maria Szeliga · Lucyna Skowronek     | Finlandia · Päivi Meriluoto · Carita Jussila · Hanna-Leena Havela |
| drużynowo mężczyzn     | ZSRR · Władimir Maksimow · Aleksander Aułow · Władimir Czendarow | Finlandia · Kyösti Laasonen · Kauko Laasonen · Tomi Poikolainen | Wielka Brytania · Mark Blenkarne · Knight · David Pink            |

## Klasyfikacja medalowa
| Lp. | Państwo         | Złoto | Srebro | Brąz | Razem |
| 1.  | ZSRR            | 3     | 2      | 0    | 5     |
| 2.  | Finlandia       | 1     | 1      | 1    | 3     |
| 3.  | Polska          | 0     | 1      | 1    | 2     |
| 4.  | Szwecja         | 0     | 0      | 1    | 1     |
| 4.  | Wielka Brytania | 0     | 0      | 1    | 1     |